# عمر زاخیلوال
عمر زاخیلوال امیدعلی خالدی (زاده ۱۳۴۶ ولایت بدخشان) سیاستمدار افغانستانی وزیر و سرپرست اسبق وزارتخانه‌های مالیه، حمل و نقل و هوانوردی و سفیر کنونی افغانستان در اسلام آباد پاکستان است..

## زندگی نامه
عمر زاخیلوال در سال ۱۳۴۶ در ولایت بدخشان به دنیا آمد. تحصیلات ابتدایی خود را در ولایات کنر، پروان، پنجشیر و ننگرهار به اتمام رسانید. وی پس از تهاجم شوروی به خاک افغانستان به پاکستان مهاجرت کرد و مدتی نیز در جبهه‌های جنگ علیه شوروی در جبهه مجاهدین افغان حضور یافت. وی سپس جهت ادامه تحصیلات عالی به کانادا مهاجرت کرد و لیسانس خود را از دانشگاه وینی پینگ، ماستری/فوق لیسانس را از دانشگاه کوین و دکترای خود را از دانشگاه کارلتون شهر اوتاوا کسب کرد. زاخیلوال در سال ۱۳۸۴ به افغانستان بازگشت.

## فعالیت‌ها
- مشاور ارشد وزیر احیا و انکشاف دهات.[۲]
- رئیس اداره حمایت از سرمایه گذاری افغانستان (آیسا).[۲]
- عضو شورای عالی بانک مرکزی افغانستان.[۲]
- مشاور ارشد اقتصادی رئیس‌جمهور.[۲]
- سرپرست وزارت حمل و نقل و هوانوردی (۱۳۸۷).[۲]
- وزیر مالیه (دلو ۱۳۸۷ - ۱۳۹۳).[۲]
- سفیر افغانستان در اسلام آباد پاکستان(۱۳۹۳ - ).[۲]